# جاناتان میلراس
جاناتان میلراس (انگلیسی: Jonathan Millieras؛ زادهٔ ۱۹ مهٔ ۱۹۹۳) بازیکن فوتبال اهل فرانسه است.
از باشگاه‌هایی که در آن بازی کرده‌است می‌توان به اشاره کرد.
وی همچنین در تیم ملی فوتبال زیر ۱۹ سال فرانسه بازی کرده‌است.